# Première circonscription de la Moselle
La première circonscription de la Moselle est l'une des neuf circonscriptions législatives françaises que compte actuellement le département de la Moselle (57) situé en région Grand Est.

## Description géographique et démographique

### De 1958 à 1986
Le département avait huit circonscriptions.
La première circonscription de la Moselle était composée de :
- canton d'Ars-sur-Moselle
- canton de Metz-Ville-1
- canton de Metz-Ville-2
- canton de Metz-Campagne (partie située sur la rive gauche de la Moselle).

### De 1988 à 2010
Le département avait dix circonscriptions.
La première circonscription de la Moselle était délimitée par le découpage électoral de la loi no 86-1197 du 24 novembre 1986
, elle regroupait les divisions administratives suivantes : 
- Canton de Maizières-lès-Metz
- Canton de Marange-Silvange
- Canton de Metz-Ville-1
- Canton de Woippy.

D'après le recensement général de la population en 1999, réalisé par l'Institut national de la statistique et des études économiques (INSEE), la population de cette circonscription était estimée à 106 074 habitants,.

### Depuis 2012
Le redécoupage des circonscriptions législatives réalisé en 2010 et entrant en application à compter des élections législatives de juin 2012, a modifié le nombre de circonscriptions du département (passant de dix à neuf) et la composition de cette circonscription :
- Canton de Maizières-lès-Metz
- Canton de Marange-Silvange
- Canton de Metz-III (partie à l'ouest de la voie ferrée de Nancy à Thionville)
- Canton de Rombas (selon l'ancien découpage cantonal d'avant 2015).
- Canton de Woippy.

Carte de la première circonscription de la Moselle de 1958 à 1986
Carte de la première circonscription de la Moselle de 1986 à 2012

## Historique des députations
| Législature | Début de mandat   | Fin de mandat     | Député               | Parti politique | Observations |
| ----------- | ----------------- | ----------------- | -------------------- | --------------- | --- |
| Ire         | 9 décembre 1958   | 9 octobre 1962    | Raymond Mondon       | CNIP            | Maire de Metz. Mandat écourté à la suite d'une dissolution parlementaire décidée par Charles de Gaulle.                                                              |
| IIe         | 6 décembre 1962   | 2 avril 1967      | Raymond Mondon       | RI              | Maire de Metz. |
| IIIe        | 3 avril 1967      | 30 mai 1968       | Raymond Mondon       | RI              | Maire de Metz. Mandat écourté à la suite d'une dissolution parlementaire décidée par Charles de Gaulle.                                                              |
| IVe         | 11 juillet 1968   | 1er avril 1973    | Raymond Mondon       | RI              | Maire de Metz. Nommé au gouvernement, remplacé par son suppléant Armand Nass le 23 juillet 1969.                                                                     |
| Ve          | 2 avril 1973      | 2 avril 1978      | Jean Kiffer          | RPR             | Maire d'Amnéville. |
| VIe         | 3 avril 1978      | 22 mai 1981       | Jean Laurain         | PS              | Conseiller général de la Moselle. Mandat écourté à la suite d'une dissolution parlementaire décidée par François Mitterrand.                                         |
| VIIe        | 2 juillet 1981    | 1er avril 1986    | Jean Laurain         | PS              | Nommé au gouvernement, remplacé par son suppléant Nicolas Schiffler le 23 juillet 1981.                                                                              |
| VIIIe       | 2 avril 1986      | 14 mai 1988       | Jean Laurain         | PS              | Proportionnelle par département, pas de député par circonscription. Mandat écourté à la suite d'une dissolution parlementaire décidée par François Mitterrand.       |
| IXe         | 23 juin 1988      | 1er avril 1993    | Jean Laurain         | PS              | Conseiller municipal de Metz. |
| Xe          | 2 avril 1993      | 21 avril 1997     | François Grosdidier, | RPR,            | Vice-président de la région Lorraine, conseiller municipal de Metz (1989-1995) Mandat écourté à la suite d'une dissolution parlementaire décidée par Jacques Chirac. |
| XIe         | 12 juin 1997      | 18 juin 2002      | Gérard Terrier       | PS              | Maire de Maizières-lès-Metz, conseiller général de la Moselle. |
| XIIe        | 19 juin 2002      | 19 juin 2007      | François Grosdidier, | UMP,            | Maire de Woippy. |
| XIIIe       | 20 juin 2007      | 19 juin 2012      | François Grosdidier  | UMP             | Maire de Woippy. Elu sénateur le 25 octobre 2011, siège vacant jusqu'en juin 2012.                                                                                   |
| XIVe        | 20 juin 2012      | 21 juillet 2012   | Aurélie Filippetti   | PS              | Conseillère municipale de Metz. Nommée au gouvernement, remplacée par son suppléant Gérard Terrier du 22 juillet 2012 au 26 septembre 2014.                          |
| XIVe        | 22 juillet 2012   | 26 septembre 2014 | Gérard Terrier       | PS              | Conseillère municipale de Metz. Nommée au gouvernement, remplacée par son suppléant Gérard Terrier du 22 juillet 2012 au 26 septembre 2014.                          |
| XIVe        | 27 septembre 2014 | 20 juin 2017      | Aurélie Filippetti   | PS              | Conseillère municipale de Metz. Nommée au gouvernement, remplacée par son suppléant Gérard Terrier du 22 juillet 2012 au 26 septembre 2014.                          |
| XVe         | 21 juin 2017      | 21 juin 2022      | Belkhir Belhaddad    | LREM            | |

## Historique des élections

### Élections de 1958
|                | Raymond Mondon élu | CNIP           | 25 149 | 52,7   |  |  |  |
|                | Charles Spitz      | CR             | 9 004  | 18,87  |  |  |  |
|                | Robert Chèvre      | PCF            | 7 088  | 14,85  |  |  |  |
|                | Jean Noblesse      | Extrême droite | 2 445  | 5,12   |  |  |  |
|                | Maurice Weisberg   | Radsoc         | 2 277  | 4,77   |  |  |  |
|                | Eugène Neyer       | SFIO           | 1 754  | 3,68   |  |  |  |
|                |                    |                |        |        |  |  |  |
| Inscrits       | Inscrits           | Inscrits       | 65 172 | 100,00 |  |  |  |
| Abstentions    | Abstentions        | Abstentions    | 15 655 | 24,02  |  |  |  |
| Votants        | Votants            | Votants        | 49 517 | 75,98  |  |  |  |
| Blancs et nuls | Blancs et nuls     | Blancs et nuls | 1 800  | 3,64   |  |  |  |
| Exprimés       | Exprimés           | Exprimés       | 47 717 | 96,36  |  |  |  |

Le suppléant de Raymond Mondon était Gustave Barthélemy, ingénieur, conseiller général du canton de Metz-Campagne, maire de Maizières-lès-Metz.

### Élections de 1962
|                | Raymond Mondon sortant réélu | RI             | 33 771 | 67,07  |  |  |  |
|                | Robert Chèvre                | PCF            | 7 717  | 15,33  |  |  |  |
|                | Émile Heintz                 | MRP            | 6 305  | 12,52  |  |  |  |
|                | Xavier Vasseur               | SFIO           | 2 558  | 5,08   |  |  |  |
|                |                              |                |        |        |  |  |  |
| Inscrits       | Inscrits                     | Inscrits       | 74 248 | 100,00 |  |  |  |
| Abstentions    | Abstentions                  | Abstentions    | 22 569 | 30,4   |  |  |  |
| Votants        | Votants                      | Votants        | 51 679 | 69,6   |  |  |  |
| Blancs et nuls | Blancs et nuls               | Blancs et nuls | 1 328  | 2,57   |  |  |  |
| Exprimés       | Exprimés                     | Exprimés       | 50 351 | 97,43  |  |  |  |

Le suppléant de Raymond Mondon était Armand Nass, maire de Rombas.

### Élections de 1967
| Candidat       | Candidat                     | Parti          | Premier tour | Premier tour | Second tour | Second tour |  |
| Candidat       | Candidat                     | Parti          | Voix         | %            | Voix        | %           |  |
| -------------- | ---------------------------- | -------------- | ------------ | ------------ | ----------- | ----------- |  |
|                | Raymond Mondon sortant réélu | RI             | 31 439       | 48,11        | 31 282      | 50,37       |  |
|                | Arthur Buchmann              | PCF            | 13 355       | 20,44        | 20 209      | 32,54       |  |
|                | Pierre Baudouin              | CD (PDM)       | 10 593       | 16,21        | 10 617      | 17,09       |  |
|                | Claude Brixhe                | PSU            | 7 997        | 12,24        |             |             |  |
|                | Auguste Franck               | Extrême droite | 1 966        | 3,01         |             |             |  |
|                |                              |                |              |              |             |             |  |
| Inscrits       | Inscrits                     | Inscrits       | 81 295       | 100,00       | 81 293      | 100,00      |  |
| Abstentions    | Abstentions                  | Abstentions    | 14 399       | 17,71        | 17 917      | 22,04       |  |
| Votants        | Votants                      | Votants        | 66 896       | 82,29        | 63 376      | 77,96       |  |
| Blancs et nuls | Blancs et nuls               | Blancs et nuls | 1 546        | 2,31         | 1 268       | 2           |  |
| Exprimés       | Exprimés                     | Exprimés       | 65 350       | 97,69        | 62 108      | 98          |  |

Le suppléant de Raymond Mondon était Armand Nass.

### Élections de 1968
|                | Raymond Mondon sortant réélu | RI (URP)       | 37 300 | 61,32  |  |  |  |
|                | Claude Brixhe                | PSU (FGDS)     | 12 446 | 20,46  |  |  |  |
|                | Arthur Buchmann              | PCF            | 11 085 | 18,22  |  |  |  |
|                |                              |                |        |        |  |  |  |
| Inscrits       | Inscrits                     | Inscrits       | 81 432 | 100,00 |  |  |  |
| Abstentions    | Abstentions                  | Abstentions    | 18 995 | 23,33  |  |  |  |
| Votants        | Votants                      | Votants        | 62 437 | 76,67  |  |  |  |
| Blancs et nuls | Blancs et nuls               | Blancs et nuls | 1 606  | 2,57   |  |  |  |
| Exprimés       | Exprimés                     | Exprimés       | 60 831 | 97,43  |  |  |  |

Le suppléant de Raymond Mondon était Armand Nass. Armand Nass remplace Raymond Mondon, nommé membre du gouvernement, du 22 juin 1969 au 31 décembre 1970. Raymond Mondon décède le 31 décembre 1970, et Armand Nass le remplace jusqu'au 1er avril 1973.

### Élections de 1973
| Candidat       | Candidat               | Parti          | Premier tour | Premier tour | Second tour | Second tour |  |
| Candidat       | Candidat               | Parti          | Voix         | %            | Voix        | %           |  |
| -------------- | ---------------------- | -------------- | ------------ | ------------ | ----------- | ----------- |  |
|                | Jean Kiffer élu        | MR             | 18 142       | 25,22        | 27 389      | 37,77       |  |
|                | Jean-Marie Rausch      | CDP (URP)      | 16 207       | 22,53        | 18 053      | 24,89       |  |
|                | Jean Laurain           | PS (UGSD)      | 11 827       | 16,44        | 27 075      | 37,34       |  |
|                | Armand Nass sortant    | RI (URP)       | 11 395       | 15,84        | Retrait     | Retrait     |  |
|                | Arthur Buchmann        | PCF            | 10 397       | 14,45        | Retrait     | Retrait     |  |
|                | Étienne Aubrion        | PSU            | 2 218        | 3,08         |             |             |  |
|                | Jean-Christophe Richez | LCR            | 957          | 1,33         |             |             |  |
|                | Pierre-Alain Dornes    | FP             | 804          | 1,12         |             |             |  |
|                |                        |                |              |              |             |             |  |
| Inscrits       | Inscrits               | Inscrits       | 91 421       | 100,00       | 91 412      | 100,00      |  |
| Abstentions    | Abstentions            | Abstentions    | 17 574       | 19,22        | 17 657      | 19,32       |  |
| Votants        | Votants                | Votants        | 73 847       | 80,78        | 73 755      | 80,68       |  |
| Blancs et nuls | Blancs et nuls         | Blancs et nuls | 1 900        | 2,57         | 1 238       | 1,68        |  |
| Exprimés       | Exprimés               | Exprimés       | 71 947       | 97,43        | 72 517      | 98,32       |  |

Le suppléant de Jean Kiffer était Pierre Jacques, pharmacien à Metz.

### Élections de 1978
| Candidat       | Candidat             | Parti                     | Premier tour | Premier tour | Second tour | Second tour |  |
| Candidat       | Candidat             | Parti                     | Voix         | %            | Voix        | %           |  |
| -------------- | -------------------- | ------------------------- | ------------ | ------------ | ----------- | ----------- |  |
|                | Jean Kiffer sortant  | CNIP                      | 35 259       | 38,9         | 44 962      | 48,78       |  |
|                | Jean Laurain élu     | PS                        | 27 539       | 30,38        | 47 214      | 51,22       |  |
|                | Jean-Paul Anderbourg | PCF                       | 14 129       | 15,59        | Retrait     | Retrait     |  |
|                | Maurice Demange      | Divers droite (Gaulliste) | 9 116        | 10,06        |             |             |  |
|                | Michel Dubat         | PSU (FA)                  | 2 551        | 2,81         |             |             |  |
|                | Alain Monniaux       | LO                        | 2 052        | 2,26         |             |             |  |
|                |                      |                           |              |              |             |             |  |
| Inscrits       | Inscrits             | Inscrits                  | 110 860      | 100,00       | 110 853     | 100,00      |  |
| Abstentions    | Abstentions          | Abstentions               | 18 199       | 16,42        | 17 028      | 15,36       |  |
| Votants        | Votants              | Votants                   | 92 661       | 83,58        | 93 825      | 84,64       |  |
| Blancs et nuls | Blancs et nuls       | Blancs et nuls            | 2 015        | 2,17         | 1 649       | 1,76        |  |
| Exprimés       | Exprimés             | Exprimés                  | 90 646       | 97,83        | 92 176      | 98,24       |  |

Le suppléant de Jean Laurain était Nicolas Schiffler, ajusteur à Hagondange, adjoint au maire de Rombas.

### Élections de 1981
| Candidat       | Candidat                   | Parti          | Premier tour | Premier tour | Second tour | Second tour |  |
| Candidat       | Candidat                   | Parti          | Voix         | %            | Voix        | %           |  |
| -------------- | -------------------------- | -------------- | ------------ | ------------ | ----------- | ----------- |  |
|                | Jean Laurain sortant réélu | PS             | 34 458       | 45,00        | 49 198      | 61,82       |  |
|                | Denis Jacquat              | UDF (PR)       | 16 823       | 21,97        | 30 388      | 38,18       |  |
|                | Jean Kiffer                | CNIP (UNM)     | 16 368       | 21,38        | Retrait     | Retrait     |  |
|                | Claude Lamm                | PCF            | 7 161        | 9,35         |             |             |  |
|                | Michel Mercier             | PSU            | 956          | 1,25         |             |             |  |
|                | Dominique Abeille          | LO             | 805          | 1,05         |             |             |  |
|                |                            |                |              |              |             |             |  |
| Inscrits       | Inscrits                   | Inscrits       | 114 993      | 100,00       | 114 989     | 100,00      |  |
| Abstentions    | Abstentions                | Abstentions    | 37 439       | 32,56        | 34 359      | 29,88       |  |
| Votants        | Votants                    | Votants        | 77 554       | 67,44        | 80 630      | 70,12       |  |
| Blancs et nuls | Blancs et nuls             | Blancs et nuls | 983          | 1,27         | 1 044       | 1,29        |  |
| Exprimés       | Exprimés                   | Exprimés       | 76 571       | 98,73        | 79 586      | 98,71       |  |

Le suppléant de Jean Laurain était Nicolas Schiffler. Nicolas Schiffler remplaça Jean Laurain, nommé membre du gouvernement, du 25 juillet 1981 au 1er avril 1986.

### Élections de 1988
| Candidat       | Candidat                   | Parti           | Premier tour | Premier tour | Second tour | Second tour |  |
| Candidat       | Candidat                   | Parti           | Voix         | %            | Voix        | %           |  |
| -------------- | -------------------------- | --------------- | ------------ | ------------ | ----------- | ----------- |  |
|                | Jean Laurain sortant réélu | PS              | 16 004       | 42,14        | 22 594      | 54,9        |  |
|                | Pierre Ferrari             | UDF (CDS) (URC) | 13 918       | 36,65        | 18 559      | 45,1        |  |
|                | Gilbert Houillon           | FN              | 4 163        | 10,96        |             |             |  |
|                | Marcel Buchmann            | PCF             | 3 514        | 9,25         |             |             |  |
|                | Agnès Farkas               | POE             | 380          | 1            |             |             |  |
|                |                            |                 |              |              |             |             |  |
| Inscrits       | Inscrits                   | Inscrits        | 64 483       | 100,00       | 64 518      | 100,00      |  |
| Abstentions    | Abstentions                | Abstentions     | 25 454       | 39,47        | 22 171      | 34,36       |  |
| Votants        | Votants                    | Votants         | 39 029       | 60,53        | 42 347      | 65,64       |  |
| Blancs et nuls | Blancs et nuls             | Blancs et nuls  | 1 050        | 2,69         | 1 194       | 2,82        |  |
| Exprimés       | Exprimés                   | Exprimés        | 37 979       | 97,31        | 41 153      | 97,18       |  |

Le suppléant de Jean Laurain était Nicolas Schiffler.

### Élections de 1993
| Candidat       | Candidat                | Parti                      | Premier tour | Premier tour | Second tour | Second tour |  |
| Candidat       | Candidat                | Parti                      | Voix         | %            | Voix        | %           |  |
| -------------- | ----------------------- | -------------------------- | ------------ | ------------ | ----------- | ----------- |  |
|                | François Grosdidier élu | RPR (UPF)                  | 8 980        | 22,47        | 20 503      | 52,46       |  |
|                | Jean Laurain sortant    | PS (ADFP)                  | 6 732        | 16,85        | 18 577      | 47,54       |  |
|                | Guy Herlory             | FN                         | 6 069        | 15,19        |             |             |  |
|                | Patrick Abate           | PCF                        | 3 704        | 9,27         |             |             |  |
|                | Pierre Ferrari          | Divers gauche (Maj. prés.) | 3 111        | 7,78         |             |             |  |
|                | Jean-Claude Mahler      | Divers droite              | 3 100        | 7,76         |             |             |  |
|                | Jean-Luc Huet           | GÉ (EÉ)                    | 2 205        | 5,52         |             |             |  |
|                | Patrick Freymuth        | Divers                     | 2 037        | 5,1          |             |             |  |
|                | Gabrielle Kautz         | LT-LNÉ                     | 1 541        | 3,86         |             |             |  |
|                | Alain Monniaux          | LO                         | 807          | 2,02         |             |             |  |
|                | Angel Cossalter         | Divers droite              | 590          | 1,48         |             |             |  |
|                | Arcangelo Di Battista   | PT                         | 460          | 1,15         |             |             |  |
|                | Bernard Campani         | Divers écologiste          | 354          | 0,89         |             |             |  |
|                | Patrice Thirion         | Divers droite              | 274          | 0,69         |             |             |  |
|                | Pierre Rénelier         | Extrême droite             | 0            | 0            |             |             |  |
|                |                         |                            |              |              |             |             |  |
| Inscrits       | Inscrits                | Inscrits                   | 66 976       | 100,00       | 66 879      | 100,00      |  |
| Abstentions    | Abstentions             | Abstentions                | 24 445       | 36,5         | 23 878      | 35,7        |  |
| Votants        | Votants                 | Votants                    | 42 531       | 63,5         | 43 001      | 64,3        |  |
| Blancs et nuls | Blancs et nuls          | Blancs et nuls             | 2 567        | 6,04         | 3 921       | 9,12        |  |
| Exprimés       | Exprimés                | Exprimés                   | 39 964       | 93,96        | 39 080      | 90,88       |  |

Le suppléant de François Grosdidier était Serge Wunsch, agent de maitrise, conseiller municipal de Marange-Silvange.

### Élections de 1997
| Candidat       | Candidat                    | Parti          | Premier tour | Premier tour | Second tour | Second tour |  |
| Candidat       | Candidat                    | Parti          | Voix         | %            | Voix        | %           |  |
| -------------- | --------------------------- | -------------- | ------------ | ------------ | ----------- | ----------- |  |
|                | François Grosdidier sortant | RPR            | 12 321       | 28,78        | 19 025      | 41,03       |  |
|                | Gérard Terrier élu          | PS             | 10 329       | 24,13        | 20 410      | 44,02       |  |
|                | Guy Herlory                 | FN             | 8 651        | 20,21        | 6 929       | 14,94       |  |
|                | Patrick Abate               | PCF            | 4 020        | 9,39         |             |             |  |
|                | Erwin Brum                  | PRS            | 2 506        | 5,85         |             |             |  |
|                | Alain Monniaux              | LO             | 1 512        | 3,53         |             |             |  |
|                | Bernard Campani             | GÉ             | 1 027        | 2,4          |             |             |  |
|                | Hervé Colnot                | MÉI            | 808          | 1,89         |             |             |  |
|                | Alain Renault               | LDI (MPF)      | 756          | 1,77         |             |             |  |
|                | Christian Druelle           | SÉGA           | 620          | 1,45         |             |             |  |
|                | Christian Godot             | Extrême droite | 259          | 0,61         |             |             |  |
|                |                             |                |              |              |             |             |  |
| Inscrits       | Inscrits                    | Inscrits       | 67 581       | 100,00       | 67 574      | 100,00      |  |
| Abstentions    | Abstentions                 | Abstentions    | 22 872       | 33,84        | 19 810      | 29,32       |  |
| Votants        | Votants                     | Votants        | 44 709       | 66,16        | 47 764      | 70,68       |  |
| Blancs et nuls | Blancs et nuls              | Blancs et nuls | 1 900        | 4,25         | 1 400       | 2,93        |  |
| Exprimés       | Exprimés                    | Exprimés       | 42 809       | 95,75        | 46 364      | 97,07       |  |

Le suppléant de Gérard Terrier était Dominique Gros, conseiller municipal de Metz, Président de l'IUT de Metz, ingénieur dans la lutte contre la pollution industrielle.

### Élections de 2002
| Candidat       | Candidat                  | Parti            | Premier tour | Premier tour | Second tour | Second tour |  |
| Candidat       | Candidat                  | Parti            | Voix         | %            | Voix        | %           |  |
| -------------- | ------------------------- | ---------------- | ------------ | ------------ | ----------- | ----------- |  |
|                | François Grosdidier élu   | UMP              | 16 662       | 42,24        | 20 239      | 55,18       |  |
|                | Gérard Terrier sortant    | PS               | 11 211       | 28,42        | 16 441      | 44,82       |  |
|                | Françoise Grolet (simple) | FN               | 4 887        | 12,39        |             |             |  |
|                | Patrick Abate             | PCF              | 2 093        | 5,31         |             |             |  |
|                | Daniel Delrez             | Divers gauche    | 1 357        | 3,44         |             |             |  |
|                | Pascal Schmitt            | GÉ               | 601          | 1,52         |             |             |  |
|                | Fernand Beckrich          | LCR              | 499          | 1,26         |             |             |  |
|                | Thierry Schulz            | LO               | 476          | 1,21         |             |             |  |
|                | Francis Potier            | MNR              | 454          | 1,15         |             |             |  |
|                | Isabelle Dannet           | MÉI              | 405          | 1,03         |             |             |  |
|                | Didier Colin              | MPF              | 325          | 0,82         |             |             |  |
|                | Gisèle Sebag              | Pôle républicain | 259          | 0,66         |             |             |  |
|                | Béatrice Perrin           | PT               | 218          | 0,55         |             |             |  |
|                |                           |                  |              |              |             |             |  |
| Inscrits       | Inscrits                  | Inscrits         | 70 605       | 100,00       | 70 597      | 100,00      |  |
| Abstentions    | Abstentions               | Abstentions      | 30 440       | 43,11        | 32 650      | 46,25       |  |
| Votants        | Votants                   | Votants          | 40 165       | 56,89        | 37 947      | 53,75       |  |
| Blancs et nuls | Blancs et nuls            | Blancs et nuls   | 718          | 1,79         | 1 267       | 3,34        |  |
| Exprimés       | Exprimés                  | Exprimés         | 39 447       | 98,21        | 36 680      | 96,66       |  |

Le suppléant de François Grosdidier était Jean-Claude Mahler, kinésithérapeute, maire d'Hagondange.

### Élections de 2007
| Candidat       | Candidat                          | Parti          | Premier tour | Premier tour | Second tour | Second tour |  |
| Candidat       | Candidat                          | Parti          | Voix         | %            | Voix        | %           |  |
| -------------- | --------------------------------- | -------------- | ------------ | ------------ | ----------- | ----------- |  |
|                | François Grosdidier sortant réélu | UMP            | 16 945       | 44,67        | 19 547      | 52,4        |  |
|                | Gérard Terrier                    | PS             | 9 587        | 25,27        | 17 755      | 47,6        |  |
|                | Laura Tared                       | UDF–MoDem      | 2 815        | 7,42         |             |             |  |
|                | Patrick Abate                     | PCF            | 2 185        | 5,76         |             |             |  |
|                | Thierry Gourlot                   | FN             | 2 164        | 5,7          |             |             |  |
|                | Fernand Beckrich                  | LCR            | 894          | 2,36         |             |             |  |
|                | Pascal Schmitt                    | GÉ             | 767          | 2,02         |             |             |  |
|                | Alain Noire                       | PRG            | 715          | 1,88         |             |             |  |
|                | Robert Schramm                    | MPF            | 449          | 1,18         |             |             |  |
|                | Aminata Diagne                    | Les Verts      | 438          | 1,15         |             |             |  |
|                | Fabien Schmitt                    | LO             | 324          | 0,85         |             |             |  |
|                | Marie-Alexandra Zinszner          | Divers         | 213          | 0,56         |             |             |  |
|                | Geneviève Fray                    | MNR            | 193          | 0,51         |             |             |  |
|                | Louisa Benzaid                    | Divers gauche  | 150          | 0,4          |             |             |  |
|                | André Bauer                       | Extrême droite | 94           | 0,25         |             |             |  |
|                |                                   |                |              |              |             |             |  |
| Inscrits       | Inscrits                          | Inscrits       | 74 267       | 100,00       | 74 265      | 100,00      |  |
| Abstentions    | Abstentions                       | Abstentions    | 35 670       | 48,03        | 35 769      | 48,16       |  |
| Votants        | Votants                           | Votants        | 38 597       | 51,97        | 38 496      | 51,84       |  |
| Blancs et nuls | Blancs et nuls                    | Blancs et nuls | 664          | 1,72         | 1 194       | 3,1         |  |
| Exprimés       | Exprimés                          | Exprimés       | 37 933       | 98,28        | 37 302      | 96,9        |  |

### Élections de 2012
| Candidat       | Candidat                           | Parti             | Premier tour | Premier tour | Second tour | Second tour |  |
| Candidat       | Candidat                           | Parti             | Voix         | %            | Voix        | %           |  |
| -------------- | ---------------------------------- | ----------------- | ------------ | ------------ | ----------- | ----------- |  |
|                | Aurélie Filippetti sortante réélue | PS                | 20 190       | 43,58        | 25 551      | 59,04       |  |
|                | Julien Freyburger                  | UMP               | 11 876       | 25,64        | 17 727      | 40,96       |  |
|                | Delphine Haffner                   | RBM (FN)          | 8 721        | 18,82        |             |             |  |
|                | Patrick Abate                      | FG (PCF)          | 2 592        | 5,60         |             |             |  |
|                | Christine Singer                   | CpF (MoDem)       | 1 021        | 2,20         |             |             |  |
|                | Julien Vick                        | EÉLV              | 771          | 1,66         |             |             |  |
|                | Patricia Mouthon                   | DLR               | 255          | 0,55         |             |             |  |
|                | Cécile Lopez                       | NPA               | 194          | 0,42         |             |             |  |
|                | Fabien Schmitt                     | LO                | 182          | 0,39         |             |             |  |
|                | Louisa Benzaid                     | Divers écologiste | 160          | 0,35         |             |             |  |
|                | Nathalie Gremigni                  | AÉI               | 160          | 0,35         |             |             |  |
|                | Patrick Simon                      | POI               | 147          | 0,32         |             |             |  |
|                | Rémy Cahen                         | PPLD              | 58           | 0,13         |             |             |  |
|                | Pascal Schmitt                     | LO                | 0            | 0,00         |             |             |  |
|                |                                    |                   |              |              |             |             |  |
| Inscrits       | Inscrits                           | Inscrits          | 88 220       | 100,00       | 88 219      | 100,00      |  |
| Abstentions    | Abstentions                        | Abstentions       | 41 327       | 46,85        | 43 438      | 49,24       |  |
| Votants        | Votants                            | Votants           | 46 893       | 53,15        | 44 781      | 50,76       |  |
| Blancs et nuls | Blancs et nuls                     | Blancs et nuls    | 566          | 1,21         | 1 503       | 3,36        |  |
| Exprimés       | Exprimés                           | Exprimés          | 46 327       | 98,79        | 43 278      | 96,64       |  |

### Élections de 2017
Les élections législatives françaises de 2017 ont eu lieu les dimanches 11 et 18 juin 2017.
|                                                                            | |                           |                           |                          |                          |
|                                                                            | | Premier tour 11 juin 2017 | Premier tour 11 juin 2017 | Second tour 18 juin 2017 | Second tour 18 juin 2017 |
|                                                                            | |                           |                           |                          |                          |
|                                                                            | | Nombre                    | % des inscrits            | Nombre                   | % des inscrits           |
| Inscrits                                                                   | Inscrits | 91 439                    | 100,00                    | 91 439                   | 100,00                   |
| Abstentions                                                                | Abstentions | 53 208                    | 58,19                     | 57 531                   | 62,92                    |
| Votants                                                                    | Votants | 38 231                    | 41,81                     | 33 908                   | 37,08                    |
|                                                                            | |                           | % des votants             |                          | % des votants            |
| Bulletins blancs                                                           | Bulletins blancs | 623                       | 1,63                      | 2 850                    | 8,41                     |
| Bulletins nuls                                                             | Bulletins nuls | 178                       | 0,47                      | 879                      | 2,59                     |
| Suffrages exprimés                                                         | Suffrages exprimés | 37 430                    | 97,90                     | 30 179                   | 89,00                    |
|                                                                            | |                           |                           |                          |                          |
| Candidat Étiquette politique (partis et alliances)                         | Candidat Étiquette politique (partis et alliances)                                                                                 | Voix                      | % des exprimés            | Voix                     | % des exprimés           |
|                                                                            | |                           |                           |                          |                          |
|                                                                            | Belkhir Belhaddad La République en marche                                                                                          | 10 493                    | 28,03                     | 18 098                   | 59,97                    |
|                                                                            | Laurence Burg Front national | 6 848                     | 18,30                     | 12 081                   | 40,03                    |
|                                                                            | Aurélie Filippetti (députée sortante) Parti socialiste (Parti radical de gauche - Europe Écologie Les Verts - Génération écologie) | 4 417                     | 11,80                     |                          |                          |
|                                                                            | Marie-Louise Kuntz Les Républicains (Les Républicains diss.)                                                                       | 4 358                     | 11,64                     |                          |                          |
|                                                                            | Narjès Chouikha La France insoumise                                                                                                | 3 901                     | 10,42                     |                          |                          |
|                                                                            | Marie Tribout Union des démocrates et indépendants (Les Républicains)                                                              | 3 170                     | 8,47                      |                          |                          |
|                                                                            | Frédéric Navrot Divers | 1 060                     | 2,83                      |                          |                          |
|                                                                            | Pascal Schmitt Divers | 622                       | 1,66                      |                          |                          |
|                                                                            | Thomas Calligaro Parti communiste français                                                                                         | 589                       | 1,57                      |                          |                          |
|                                                                            | Béatrice Sieja Divers (Parti animaliste)                                                                                           | 581                       | 1,55                      |                          |                          |
|                                                                            | Corinne Morgen Écologiste (Confédération pour l'homme, l'animal et la planète)                                                     | 492                       | 1,31                      |                          |                          |
|                                                                            | Olivier Fath Régionaliste (57-Le Parti des Mosellans)                                                                              | 210                       | 0,56                      |                          |                          |
|                                                                            | Didier Georget Lutte ouvrière | 205                       | 0,55                      |                          |                          |
|                                                                            | René Sicuranza Divers (Union populaire républicaine)                                                                               | 178                       | 0,48                      |                          |                          |
|                                                                            | Calogero Gagliano Extrême gauche (Parti ouvrier indépendant démocratique)                                                          | 155                       | 0,41                      |                          |                          |
|                                                                            | Éric Graff Divers gauche (Basta!)                                                                                                  | 151                       | 0,40                      |                          |                          |
| Source : Ministère de l'Intérieur - Première circonscription de la Moselle | |                           |                           |                          |                          |

### Élections de 2022
|                                                    | |                           |                           |                          |                          |
|                                                    | | Premier tour 12 juin 2022 | Premier tour 12 juin 2022 | Second tour 19 juin 2022 | Second tour 19 juin 2022 |
|                                                    | |                           |                           |                          |                          |
|                                                    | | Nombre                    | % des inscrits            | Nombre                   | % des inscrits           |
| Inscrits                                           | Inscrits | 93 029                    | 100                       | 93 046                   | 100                      |
| Abstentions                                        | Abstentions | 55 249                    | 59,39                     | 57 228                   | 61,51                    |
| Votants                                            | Votants | 37 780                    | 40,61                     | 35 818                   | 38,49                    |
|                                                    | |                           | % des votants             |                          | % des votants            |
| Bulletins blancs                                   | Bulletins blancs | 585                       | 1,55                      | 2459                     | 6,87                     |
| Bulletins nuls                                     | Bulletins nuls | 208                       | 0,55                      | 643                      | 1,80                     |
| Suffrages exprimés                                 | Suffrages exprimés | 36 987                    | 97,90                     | 32 716                   | 91,34                    |
|                                                    | |                           |                           |                          |                          |
| Candidat Étiquette politique (partis et alliances) | Candidat Étiquette politique (partis et alliances) | Voix                      | % des exprimés            | Voix                     | % des exprimés           |
|                                                    | |                           |                           |                          |                          |
|                                                    | Grégoire Laloux Rassemblement national | 9 385                     | 25,37                     | 15 184                   | 46,41                    |
|                                                    | Belkhir Belhaddad (député sortant) La République en marche (Ensemble !) | 9 023                     | 24,40                     | 17 532                   | 53,59                    |
|                                                    | Esther Leick La France insoumise (NUPES : EELV - PS - Génération.s - PCF) | 8 714                     | 23,56                     |                          |                          |
|                                                    | Malou Kuntz Les Républicains (UDC) | 4 022                     | 10,87                     |                          |                          |
|                                                    | Yoan Hadadi Divers gauche (PS diss. - PRG - Mouvement des citoyens) | 1 580                     | 4,27                      |                          |                          |
|                                                    | Rebecca Konarski Reconquête (VIA - CNIP - MC) | 1 580                     | 4,27                      |                          |                          |
|                                                    | Camal Kadri Ecologistes (L'écologie au centre - CAP21 - Génération Animal) | 909                       | 2,46                      |                          |                          |
|                                                    | Abderrahmane Bouhenna Gauche républicaine et socialiste (Fédération de la gauche républicaine : MRC - L'engagement (fondé par Arnaud Montebourg) - L'écologie populaire - Les Radicaux de gauche - Les Socialistes) | 701                       | 1,90                      |                          |                          |
|                                                    | Christèle Rousse Droite souverainiste (Les Patriotes - Debout la France - Génération Frexit) | 562                       | 1,52                      |                          |                          |
|                                                    | Didier Georget Divers extrême gauche (Lutte ouvrière) | 457                       | 1,24                      |                          |                          |
|                                                    | Jessy Fricheteau Divers gauche (Union des démocrates musulmans français) | 54                        | 0,15                      |                          |                          |

### Élections de 2024
| Candidat                 | Candidat                 | Parti et coalition       | Nuance                   | Premier tour | Premier tour | Second tour | Second tour |
| Candidat                 | Candidat                 | Parti et coalition       | Nuance                   | Voix         | %            | Voix        | %           |
| ------------------------ | ------------------------ | ------------------------ | ------------------------ | ------------ | ------------ | ----------- | ----------- |
|                          | Grégoire Laloux          | RN                       | RN                       | 22 570       | 39,81        | 25 070      | 44,30       |
|                          | Belkhir Belhaddad        | RE - TdP (ENS)           | ENS                      | 15 640       | 27,59        | 31 517      | 55,70       |
|                          | Vincent Félix            | LFI (NFP)                | UG                       | 14 793       | 26,10        | Retrait     | Retrait     |
|                          | Stephen Duso-Bauduin     | SE                       | DIV                      | 1 094        | 1,93         |             |             |
|                          | Jean-François Jacques    | DLF                      | DSV                      | 1 027        | 1,81         |             |             |
|                          | Didier Georget           | LO                       | EXG                      | 745          | 1,31         |             |             |
|                          | Américo Jonas Costa      | LFDP                     | DIV                      | 618          | 1,09         |             |             |
|                          | Célia Lejal              | NPA-R                    | EXG                      | 202          | 0,36         |             |             |
|                          |                          |                          |                          |              |              |             |             |
| Votes valides            | Votes valides            | Votes valides            | Votes valides            | 56 689       | 96,83        | 56 587      | 95,32       |
| Votes blancs             | Votes blancs             | Votes blancs             | Votes blancs             | 1 367        | 2,33         | 2 155       | 3,63        |
| Votes nuls               | Votes nuls               | Votes nuls               | Votes nuls               | 490          | 0,84         | 625         | 1,05        |
| Total                    | Total                    | Total                    | Total                    | 58 546       | 100          | 59 367      | 100         |
| Abstention               | Abstention               | Abstention               | Abstention               | 35 384       | 37,67        | 34 589      | 36,81       |
| Inscrits / participation | Inscrits / participation | Inscrits / participation | Inscrits / participation | 93 930       | 62,33        | 93 956      | 63,19       |

#### Département de la Moselle
- La fiche de l'INSEE de cette circonscription : « Tableaux et Analyses de la première circonscription de la Moselle », sur insee.fr, site de l'Institut national de la statistique et des études économiques (consulté le 10 juin 2007) [PDF]

- « Tous les députés du département de la Moselle depuis 1789 » [archive du 28 septembre 2007], sur assemblee-nationale.fr, site de l'Assemblée nationale française (consulté le 10 juin 2007)

- « Informations contentieuses sur le département de la Moselle (Élections législatives de 2002) »(Archive.org • Wikiwix • Archive.is • Google • Que faire ?), sur conseil-constitutionnel.fr, site du Conseil constitutionnel (consulté le 13 juin 2007)

#### Circonscriptions en France
- « Carte des circonscriptions législatives en France », sur assemblee-nationale.fr, site de l'Assemblée nationale française (consulté le 10 juin 2007)

- « Résultats électoraux officiels en France »(Archive.org • Wikiwix • Archive.is • Google • Que faire ?), sur interieur.gouv.fr, site du ministère de l'Intérieur (France) (consulté le 13 juin 2007)

- Description et Atlas des circonscriptions électorales de France sur http://www.atlaspol.com, Atlaspol, site de cartographie géopolitique, consulté le 13 juin 2007.